# Gmina Vratišinec
Gmina Vratišinec (chorw. Općina Vratišinec) – gmina w Chorwacji, w żupanii medzimurskiej. W 2011 roku liczyła  1984 mieszkańców.